# Courgette
La courgette est une variété de plantes à fleurs de la famille des Cucurbitaceae. C'est une plante herbacée, mais c'est aussi le fruit comestible de la plante du même nom.
La courgette est un fruit courant en été, la fleur de courgette est aussi utilisée en cuisine. Les différentes variétés de courgettes sont des cultivars de l'espèce Cucurbita pepo, et de la sous-espèce Cucurbita pepo subsp. pepo dont fait partie aussi la citrouille véritable.

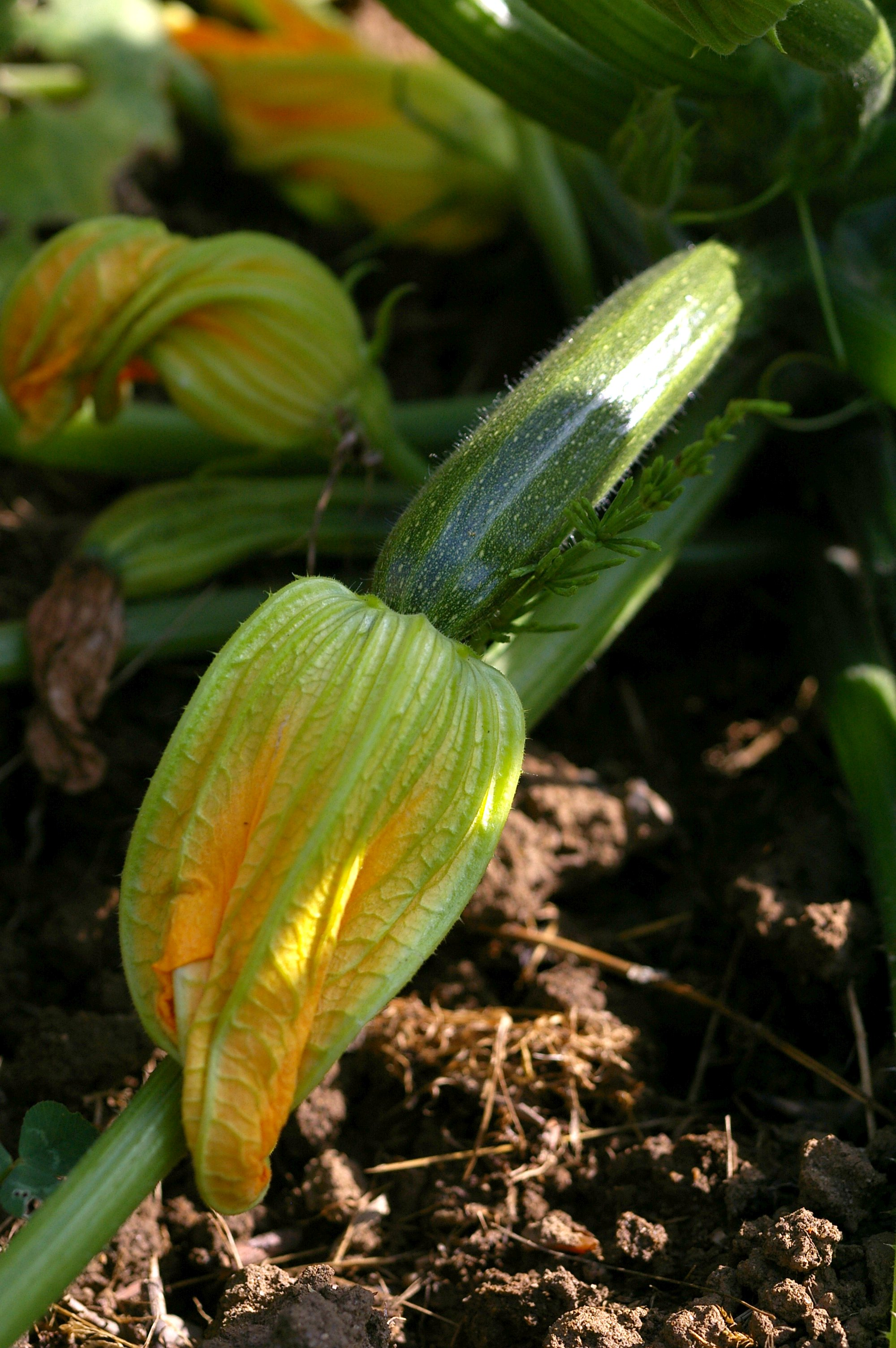
Pied de courgette avec jeunes fruits et fleurs.

## Dénomination
Dans les pays francophones on dénomme le fruit de cette plante par « courgette », car elle est plus allongée et plus petite qu'une « courge ». Elle est cueillie très jeune, bien avant sa maturité.
Aux États-Unis, en Australie, en Allemagne, au Canada, elle se nomme également zucchini (prononcé : [dzukˈkiːni]), substantif masculin emprunté à l'anglais nord américain et venant de l'italien. Dans d'autres pays anglophones, elle est nommée « courgette » ou « baby marrow ».

## Historique et domestication
La courgette, comme toutes les Cucurbita, est originaire des Amériques; des sélections successives ont abouti au XVIIIe siècle, en Italie, à la « courgette ».

## Description
La courgette appartient à la famille des cucurbitacées. C'est une plante potagère qui pousse au sol en buisson. Le jeune plant provient d'une graine qui germe au contact de l'eau et de la terre. Les deux premières feuilles sont appelées cotylédon qui servent à nourrir le jeune plant puis qui tombent. Puis, les feuilles apparaissent. Les fleurs sont de couleur jaune. Il y a des fleurs mâles et des fleurs femelles qui seules donnent le  fruit  appelé également courgette.

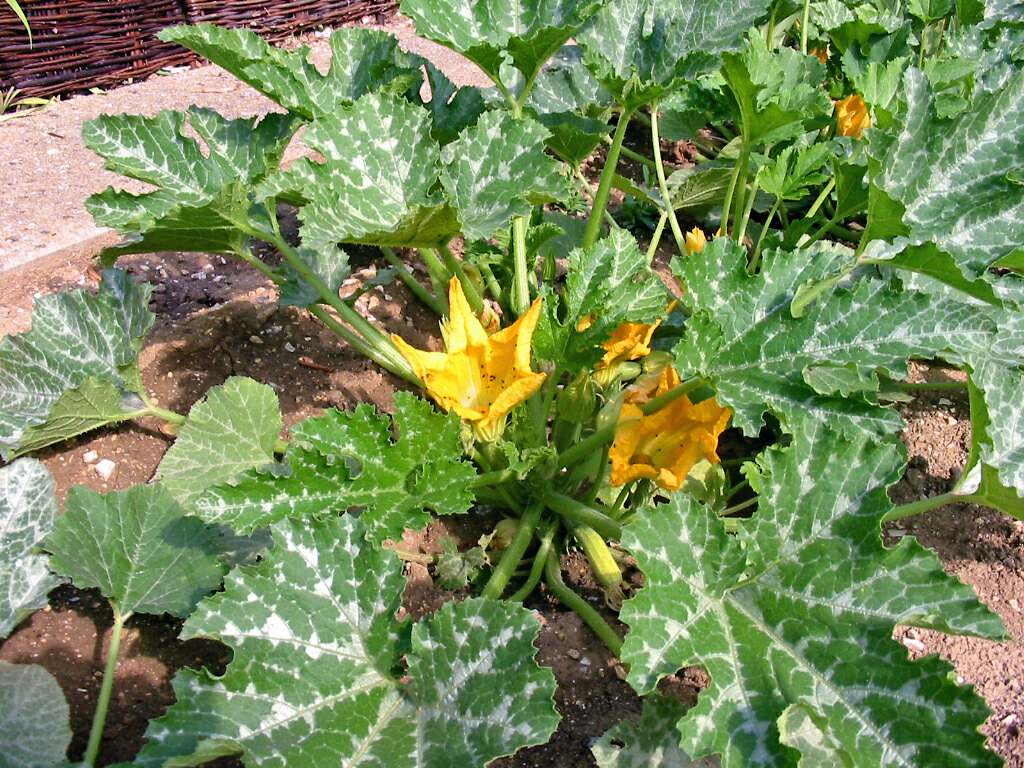
Pied de courgette en fleurs.

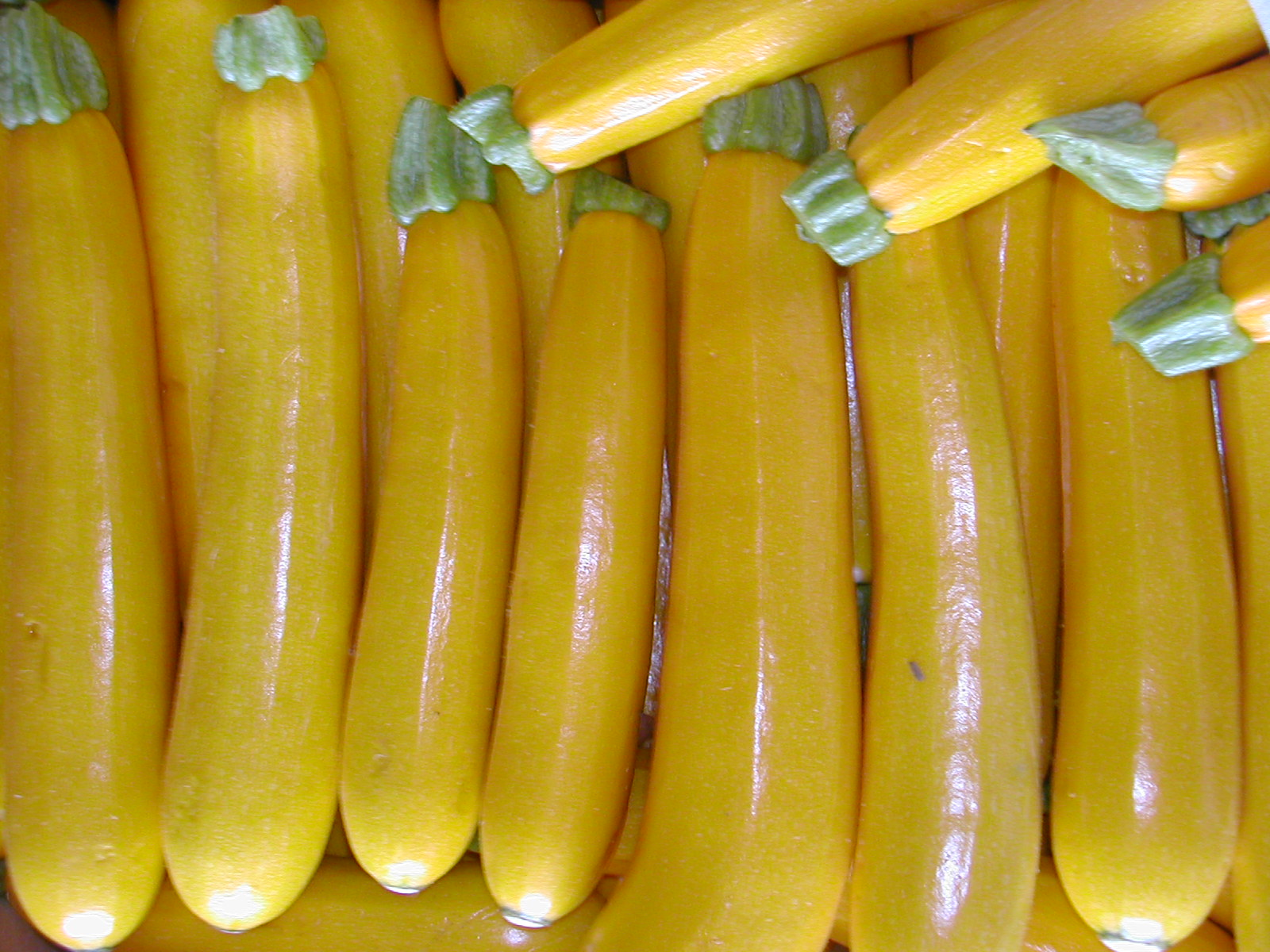
Courgettes jaunes.

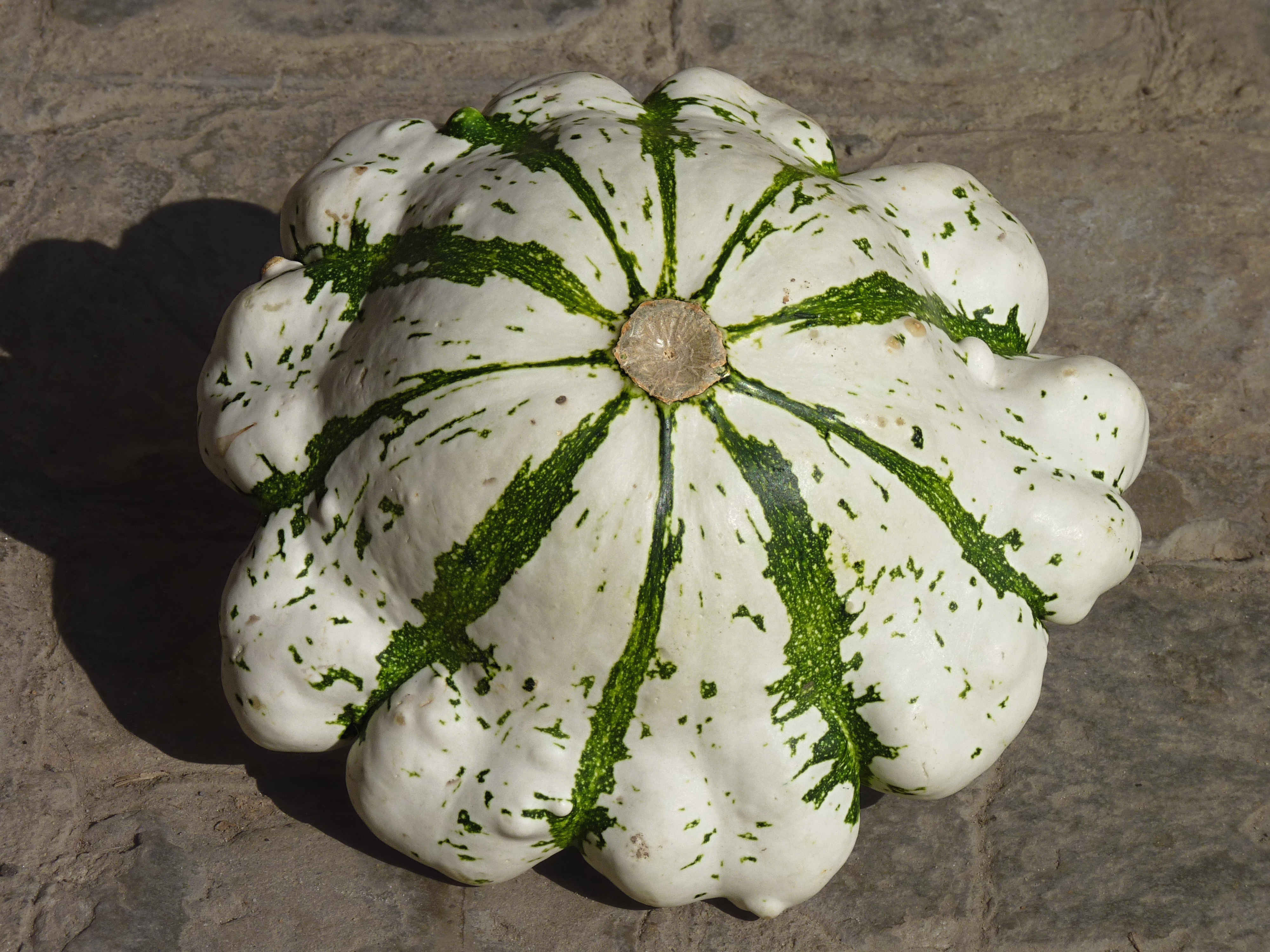
Les pâtissons sont des variétés de Cucurbita pepo comme les courgettes.

La courgette est un fruit de forme allongée ou ronde, et de couleur verte ou jaune. Comme la tomate, le concombre, le poivron, l'aubergine et beaucoup d'autres, il s'agit d'un fruit au sens botanique du terme (parce qu'elle contient les graines de la plante) utilisé comme légume. La courgette se récolte immature quand elle a atteint environ 20 cm de long.

## Variétés
Plusieurs types de courgettes sont distingués selon leur mode de développement, leur forme et leurs couleurs :
- coureuses ou non coureuses. Ces dernières poussent en hauteur avec des entre-nœuds courts ;
- rondes ou longues ;
- vert foncé, vert clair, jaunes, blanches ou striées ;
- les pâtissons qui sont une forme particulière de l'espèce Cucurbita pepo.

Parmi les plus connues on peut trouver : Black Beauty, Golden Rush, Greyzini, Verte d'Italie, Verte maraîchère, Verte non coureuse des maraîchers, de Nice à fruit rond, Cassiopée HF1, Baccara HF1, Diamant HF1, Parador…
Au catalogue officiel français en 2023, on compte plus de 167 variétés inscrites, dont plus de 20 variétés sur la liste de variétés pour amateurs.
Actuellement, 380 variétés de courgette, dont de nombreuses variétés hybrides F1 sont inscrites au Catalogue européen des espèces et variétés.
Les courgettes possèdent leur version miniature, comme beaucoup d'autres légumes du jardin. Ce sont des plants sélectionnés qui donnent des fruits plus régulièrement et qui murissent plus rapidement.
De nouvelles variétés ont été créées qui résistent mieux à des maladies et à des virus tels que ZYMV,CMV,WMV, Podosphaera.

## Culture
D'origine tropicale la culture de la courgette demande une température chaude et un ensoleillement suffisant pour bien se développer. Le sol doit être meuble et riche en humus, le pH optimum se situe entre 5,5 et 7.
La culture sous abri permet d'obtenir des courgettes plus tôt dans la saison, soit au printemps. Le semis se fait en climat tempéré au mois d'avril, avec une seule graine par godet rempli de terreau spécial semis, maintenu humide, exposé à la lumière du jour et à une température d'environ 20 °C. Les plants les plus vigoureux sont mis en place au jardin en pleine terre, en mai dès que les gelées ne sont plus à craindre.
Directement en place au mois de mai après avoir préparé un trou avec un peu de compost, déposer deux ou trois graines et recouvrir de 2 cm de terreau. Maintenir le sol frais jusqu'à la levée. Garder ensuite un plant par poquets espacés de 80 cm en tous sens pour les variétés non coureuses.
Selon les conditions climatiques, les jeunes plantations doivent être protégées pendant quelques jours.
Il est possible également de trouver des plants en jardineries et magasins spécialisés, mais l'offre en variétés est plus limitée.
Biner et désherber en début de végétation et pailler. En soirée, faire des arrosages fréquents, surtout en période de sécheresse.
À partir du mois d'août, surveiller sur les deux faces des feuilles l'apparition de taches blanches, signe d'attaque d'oïdium. Couper les feuilles atteintes.
Dès que les plantes atteignent 30 cm, un paillage permet de préserver l'humidité du sol et de réduire les arrosages. Les fruits seront protégés du contact direct avec la terre en utilisant des tontes de gazon bien séchées, des cosses de sarrasin, de la paillette de lin, ou en disposant des tapis en fibre naturelle.
Une fois formé, le fruit grossit vite et devient en quelques jours une courgette prête à consommer. Les courgettes mûres qui ont terminé leur développement, ont une peau épaisse, peu de chair au profit de graines matures.
Récolter les jeunes fruits entre 15 et 25 cm de développement.
La proximité des choux, des haricots ou du maïs est favorable à la courgette[réf. nécessaire].

### Maladies et ravageurs
Les principales maladies sont l'oïdium, l'anthracnose, les mosaïques : virus souvent transmis par les pucerons.
Le puceron des racines, le puceron noir et les escargots et limaces sont les ravageurs les plus fréquents.

## Nutrition

### Propriétés phytothérapeutiques
La courgette contient de la rutine (ou vitamine P), un composé phénolique de la famille des bioflavonoïdes qui agirait dans les mécanismes de l'oxydation du cholestérol. Elle contient des caroténoïdes dont de grandes quantités de lutéine, mais aussi de zéaxanthine. Ces composés protègent des attaques oxydatives des radicaux libres (antioxydant) et protégeraient l’œil.

### Toxicologie
Les plantes de la famille des Cucurbitaceae, qui comprend entre autres les courges et courgettes, les citrouilles et les concombres, peuvent contenir des toxines appelées cucurbitacines. Celles-ci, classées chimiquement parmi les stéroïdes, jouent un rôle dans la défense de ces plantes contre les prédateurs. Elles donnent un goût amer aux fruits. Les cucurbitacées cultivées ont été sélectionnées pour obtenir une faible teneur de ces toxines et leurs fruits peuvent être consommés sans danger. Cependant certaines courges ornementales peuvent contenir des niveaux élevés de cucurbitacines, et ces plantes ornementales peuvent féconder les cucurbitacées comestibles. Les graines issues de ces croisements non contrôlés sont parfois resemées par les jardiniers amateurs la saison suivante et peuvent donc potentiellement produire des fruits amers et toxiques. De plus, des conditions particulières (temps sec, arrosage irrégulier, etc.) peuvent stresser les plantes et favoriser la production de toxines. Celles-ci ne sont pas détruites par la cuisson. Les personnes ayant un sens du goût affaibli (en particulier les personnes âgées) devraient donc demander à une personne plus jeune de goûter les courgettes avant de les consommer,.
En août 2015, un Allemand de 79 ans et sa femme ont mangé des courgettes cultivées par un voisin. Le couple a noté le goût inhabituellement amer de ce plat. Peu après, ils ont tous deux été admis à l'hôpital de Heidenheim, apparemment avec les symptômes d'une infection gastro-intestinale. La femme, qui en avait mangé une plus petite portion, a survécu, tandis que l'homme est mort. L'analyse toxicologique du repas a confirmé la présence de cucurbitacine.
Les courgettes peuvent également être responsables d'allergie causée par la présence d'une protéine, la profiline. Le jus de jeunes courgettes contient également une substance visqueuse qui en séchant sur les mains après les avoir épluchées donne l'impression de colle super-glue ou de mains sèches.

## Utilisation

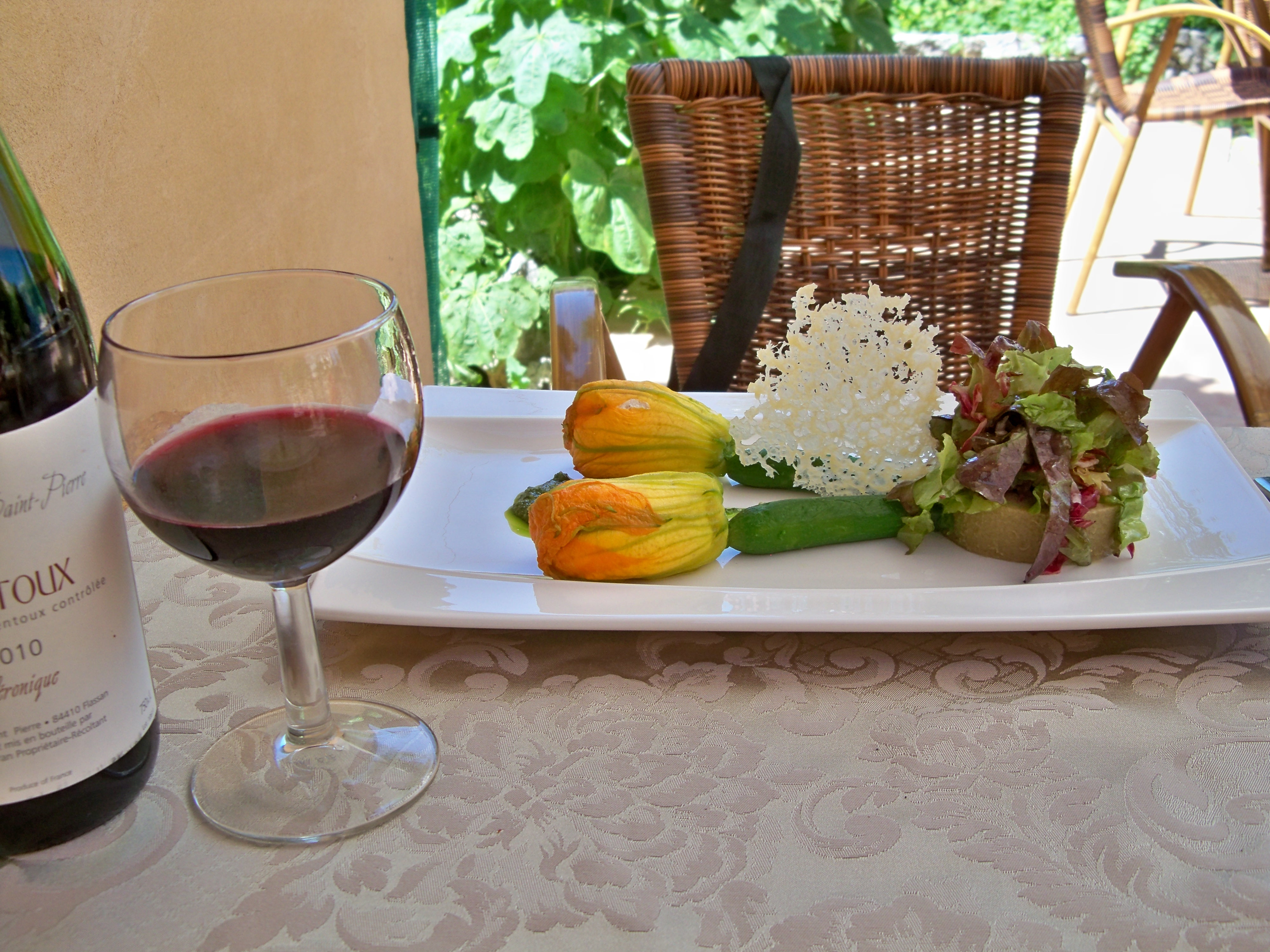
Fleurs de courgette farcies à la brandade de morue.

La courgette se mange cuite ou crue comme se mange le concombre. Elle est courante dans la gastronomie méditerranéenne. Cuite, elle se mange bouillie, sautée, frite, farcie, en gratin ou en soupe. Souvent associée à une viande blanche ou à un fromage frais, elle entre également dans la composition de recettes traditionnelles comme la ratatouille et le tian provençal. Plus récemment, on l'utilise également dans les gâteaux végétaliens en substitution du beurre, leur donnant une texture moelleuse sans en changer le goût.
Les fleurs mâles stériles sont enlevées tôt pour ne pas freiner la fructification et sont consommées, farcies ou en beignet, notamment dans les Balkans, en Italie, dans la région provençale et surtout à Nice. La fleur de courgette farcie est une spécialité de la cuisine du Vietnam.
On distingue facilement les fleurs mâles des fleurs femelles : les premières se dressent sur des tiges verticales fines et vigoureuses alors que les secondes éclosent au bout de tiges plus trapues.
Il existe des courgettes de différentes couleurs, par exemple la clarinette (verte), la courgette blanche, la trompette de Nice (pâle et sinueuse), la cocozelle de Tripolis (striée), la grizette de Provence (vert-de-gris), la black beauty (vert foncé).

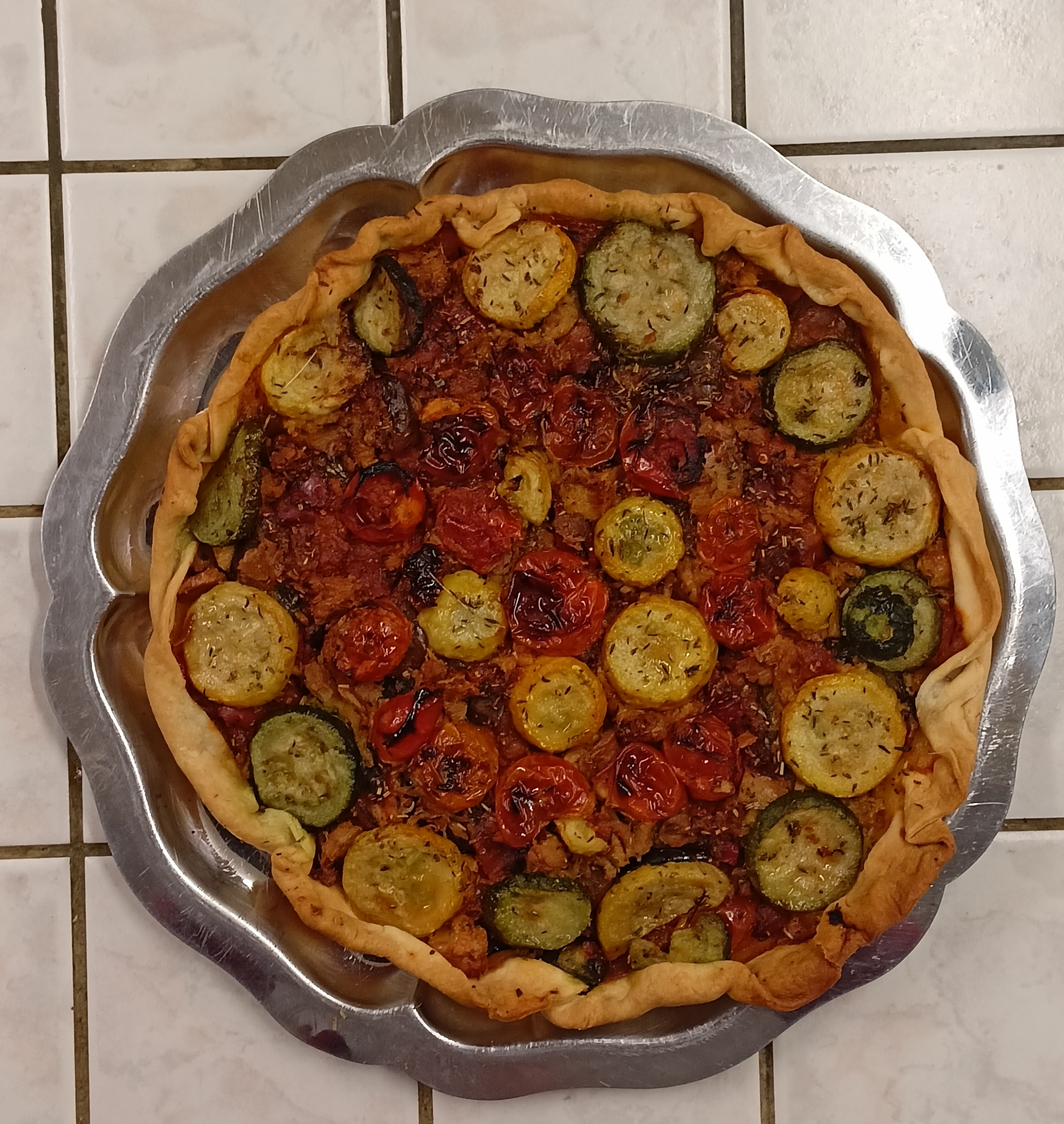
Tarte aux légumes avec rondelles de courgette.
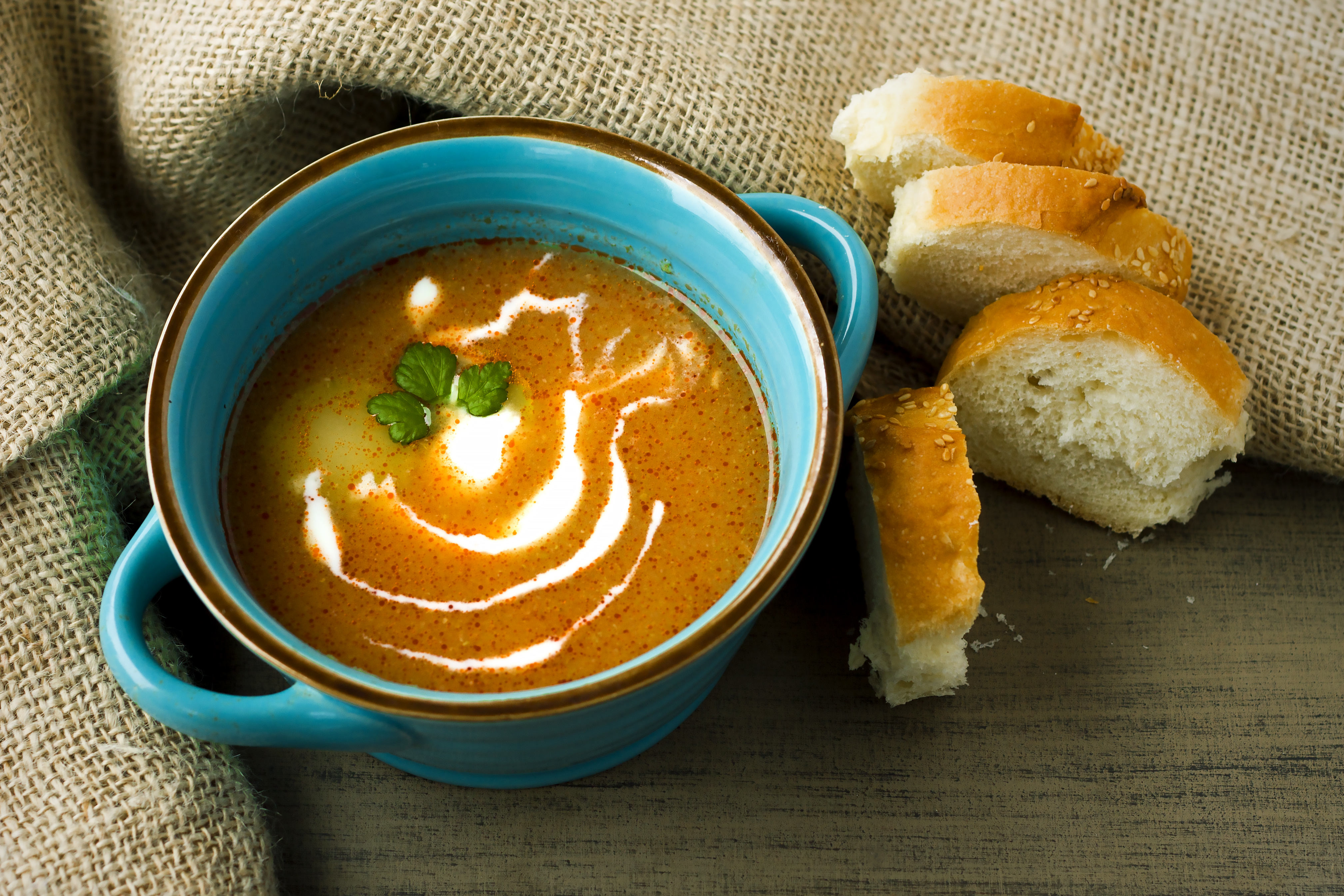
Soupe de courgette et yogourt.

### Commercialisation
La courgette est un produit normalisé pour lequel il existe deux calibres commerciaux selon le standard ONU-CEE FFV41 (14/21 et 21/30, correspondant à la longueur du fruit en cm). Le calibre 14/21 représente 80 % de la production. Les courgettes de ce calibre pèsent environ 100 grammes.
Il existe trois catégories : extra, catégorie I et catégorie II, en fonction des altérations.